# エマニエル由人
エマニエル・由人 / EMMA（エマニエル・ゆうと、2002年2月22日 - ）は日本のマルチアーティスト。東京都出身。日本人の母とナイジェリア人の父を持つ。モデル、俳優、ラッパーとして活動している。血液型はO型。所属事務所は株式会社MM&EMMA。

## 来歴

### 幼少期・デビュー前
東京都で生まれ育つ。

## 音楽活動
14歳からラップを始め、2020年、18歳でデビューアルバム『18』をリリース。独特のハスキーボイスと率直な歌詞で注目を集める。2022年には2枚目のアルバム『20』をリリース。複数のシングルやEPも発表している。

## モデル活動
Louis VuittonやSEVESKIGのランウェイ、ISSEY MIYAKEのパリコレクションに出演。XLARGE、PUMA、UNIQLOなど、多数のブランドのCMや広告に起用されている。

## 俳優活動
2023年、ディズニープラス配信作品『ワンダーハッチ -空飛ぶ竜の島-』に出演し、俳優としても活動を開始。

## 人物
多様なバックグラウンドを持つアーティストとして知られる。音楽活動では自身の経験や成長を楽曲に反映させており、若い世代からの支持を得ている。

## 主な作品

### アルバム
- 『18』（2020年）
- 『20』（2022年）

### 出演

#### 映画
- 『HAPPYEND』(2024年)

#### ドラマ
- 『ワンダーハッチ -空飛ぶ竜の島-』（2023年、ディズニープラス）

#### CM
XLARGE、 PUMA、UNIQLOなど